# Joseph Warnant
Joseph Warnant (Hoei, 26 april 1840 - Vierset-Barse, 19 juni 1906) was een Belgisch volksvertegenwoordiger.

## Levensloop
Hij was een zoon van Nicolas Warnant, pleitbezorger in Hoei, en van Henriette Chainaye. Hij trouwde met Laure Vilvoye.
Hij promoveerde tot doctor in de rechten (1862) aan de Universiteit van Luik en vestigde zich als advocaat in Hoei.
Hij was gemeenteraadslid in Hoei (1869-1874) en provincieraadslid (1867-1880).
In 1880 werd hij verkozen tot liberaal volksvertegenwoordiger voor het arrondissement Hoei en vervulde dit mandaat tot in 1898.